# قائمة زملاء الجمعية الملكية المنتخبين في 1694
هذه الصفحة تعرض قائمة زملاء الجمعية الملكية المُنتخبين لعام 1694 م.

## الزملاء
- James Brydges, 1st Duke of Chandos [الإنجليزية]‏